# Luis Caputo

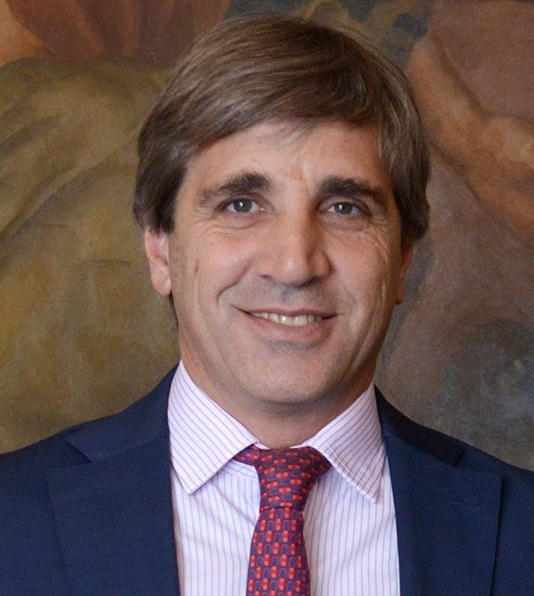
Luis Caputo (2017)

Luis Caputo (geboren am 21. April 1965, Buenos Aires) ist ein argentinischer Ökonom und Politiker. Er war von Januar 2017 bis Juni 2018 Finanzminister im Kabinett Macri und von Juni bis September 2018 Chef der Argentinischen Zentralbank. Er ist seit dem 10. Dezember 2023 Wirtschaftsminister im Kabinett Milei.

## Biografie
Caputo stammt aus Buenos Aires und besuchte das private, bilinguale Colegio Cardenal Newman in San Isidro. Sein Cousin, der Unternehmer Nicolás Caputo, ist einer der besten Freunde Mauricio Macris.
Caputo studierte Wirtschaftswissenschaften an der Universidad de Buenos Aires. Von 1994 bis 1998 war er bei der US-Bank JP Morgan als Handelsleiter (Trader) für den lateinamerikanischen Markt tätig. Anschließend war er in derselben Position für Osteuropa und erneut Lateinamerika bei der Deutschen Bank beschäftigt.
2008 gründete er seinen eigenen Investmentfonds namens Axis.

### Mitglied des Kabinett Macri
Nach dem Wahlsieg des liberal-konservativen Mauricio Macri bei den Präsidentschaftswahlen 2015 wechselte Caputo erstmals in die Politik und wurde Staatssekretär im Finanzministerium. Im Januar 2017 wurde er zum Finanzminister befördert. In dieser Funktion handelte er für die argentinische Regierung mit Gläubigern die Schulden Argentiniens neu aus und ermöglichte es Argentinien damit, neue Kredite zu erhalten. Des Weiteren sorgte die Aushandlung einer 100-jährigen Dollaranleihe mit einem Zinskupon von 7.125 % für Aufsehen, die von der Macri-Regierung gefeiert und der Opposition kritisiert wurde. In Anspielung an das argentinische Fußball-Idol brachten ihm diese Aktivitäten den Spitznamen „Messi de las finanzas“ (Messi der Finanzen) ein. Unklar ist, ob er diesen Spitznamen von Macri, von Finanzkollegen im Internationalen Währungsfonds oder durch sich selbst erhielt.

### Chef der Argentinischen Zentralbank
Im Juni 2018 übernahm Caputo die Leitung der Argentinischen Zentralbank. Nach einem Streit mit dem Internationalen Währungsfonds gab er diesen Posten bereits nach drei Monaten wieder auf. Während seiner dreimonatigen Amtszeit verlor der argentinische Peso 25 % gegenüber dem US-Dollar.
Nach seinem Ausscheiden aus der Regierung Macri gründete Caputo die Beratungsfirma Anker.

### Finanzminister im Kabinett Milei
Bereits im Vorfeld der Präsidentschaftswahl 2023 soll Caputo den Kandidaten der La Libertad Avanza, Javier Milei, in Finanzfragen beraten haben.
Zum Amtsantritt Caputos als Wirtschaftsminister im Kabinett Milei am 10. Dezember 2023 befindet sich Argentinien in einer schweren Wirtschaftskrise: Die Devisenreserven sind um mehr als 10 Mrd. Dollar überzogen und die Inflation im Oktober 2023 lag bei 144 % im Vergleich zum Vorjahr.

## Kontroversen

### Juristische Ermittlungen
Caputo gehört zu einer Gruppe von ehemaligen Spitzenpolitikern rund um den Präsidenten Macri, gegen die im Zusammenhang mit einer im Jahr 2018 getroffenen IWF-Vereinbarung wegen Betrug, Veruntreuung und Kapitalflucht ermittelt wird.

### Paradise-Papers
In den Paradise-Papers aus dem Jahr 2017 wurde Caputo in Verbindung zu nicht offen gelegten Offshore-Investmentfonds auf den Cayman-Inseln, in Delaware und in Miami gebracht. Als Shareholder mit mehr als 75 % der Princess International Group (Cayman-Inseln) soll er dabei geholfen haben, mehrere hundert Millionen Dollar Steuern zu hinterziehen. Caputo erklärte, dass er nie Eigentümer oder Anteilseigner war, sondern vielmehr Berater, eine Tätigkeit, die er nicht vor der argentinischen Finanzaufsicht (AFIP) hat angeben müssen.

## Einordnung
Caputo gilt als Kapitalmarktexperte und geschickter Trader. Zudem ist er sehr gut mit der internationalen Finanzbranche vernetzt. Im Gegensatz zu seinem Regierungschef Javier Milei spricht er sich für einen Erhalt der Argentinischen Zentralbank und gegen eine Dollarisierung des Landes aus.